# Gunung Alurgani
Gunung Alurgani är ett berg i Indonesien.   Det ligger i provinsen Aceh, i den västra delen av landet, 1 600 km nordväst om huvudstaden Jakarta. Toppen på Gunung Alurgani är 1 140 meter över havet.
Terrängen runt Gunung Alurgani är kuperad västerut, men österut är den bergig. Runt Gunung Alurgani är det ganska tätbefolkat, med 60 invånare per kvadratkilometer. I omgivningarna runt Gunung Alurgani växer i huvudsak städsegrön lövskog.